# Индийский национальный конгресс
Индийский национальный конгресс (хинди भारतीय राष्ट्रीय कांग्रेस), Партия конгресса или просто Конгресс — вторая по числу членов политическая партия в Индии; старейшая политическая организация страны. Основана в 1885 году. В 16-м созыве Лок сабхи по итогам всеобщих выборов 2014 года партия представлена фракцией в 49 депутатов и находится в оппозиции, потеряв, по сравнению с выборами 2009 года, более 160 мандатов.
От лояльной оппозиции британскому колониальному режиму перешла в 1920-х гг. к активной борьбе за национальную независимость, превратившись в массовую партию. Основой программы ИНК стали принципы гандизма. После завоевания Индией независимости (1947) ИНК до марта 1977 года — правящая партия, возвращалась к власти в 1980—1989, 1991—1996 и в 2004—2014 годах.
Лидерами партии являются президент ИНК Малликаджун Хардж (с 2022 года, род. 1942) и члены семьи Ганди: Соня Ганди (род. 1946, президент ИНК в 1998–2017 и 2019–2022 годах, лидер фракции ИНК в Лок сабхе с 1999), её сын Рахул Ганди (род. 1970, президент ИНК в 2017–2019), её дочь Приянка Ганди (род. 1972).

## Предыстория
В 1880-е годы социально-политическая обстановка в Индии и вокруг неё в британских правящих кругах поставила вопрос о создании политической организации индийских патриотов. Либеральный вице-король Индии лорд Рипон (1880—1884) поддержал в этом деле инициативу группы индийских общественных деятелей. В своём меморандуме (25 декабря 1882) он призвал провести сверху политические преобразования в Индии в конституционных рамках. 

«Эти мероприятия не только будут иметь сегодняшний результат, — заявил глава британской администрации, — выразившийся в постепенном и безопасном внедрении политического образования среди населения, которое само по себе есть объект политики, но и проложат пути дальнейшему прогрессу в этой сфере по мере того, как это образование станет более полным и распространенным».

## История

Флаг Индийского национального конгресса (1931)

В декабре 1885 года в Бомбее состоялся учредительный съезд Индийского национального конгресса (ИНК), первой в истории древней страны нерелигиозной, по существу, парламентской, общенациональной организации. В своём обращении к участникам этой сессии её председатель В. Ч. Банерджи по вопросу главных задач новой партии высказал такую мысль: 

«Искоренение всех расовых, религиозных и национальных предрассудков среди патриотов нашей страны через прямое дружественное, личное общение друг с другом, а также развитие и консолидацию настроений национального единства, которые берут своё направление во временах незабвенного правления лорда Рипона».

В постановлениях форума индийских патриотов были сформулированы основные требования конгрессистов к британскому правительству и парламенту: ликвидация действующего Совета по делам Индии в Лондоне, расширение состава действующего в Индии Центрального законодательного совета при вице-короле за счёт индийцев, необходимость провести те же самые нововведения в провинциальных советах.
Такие частично выбранные органы должны получить право обращаться с запросами и протестами в британскую палату общин, где необходимо сформировать постоянный комитет для рассмотрения проблем Индии. Кроме того, делегаты бомбейской сессии ИНК предложили, чтобы индийские соискатели получили право на замещение должностей на индийской гражданской службе в Индии не только в Великобритании, но и у себя на родине. Можно увидеть, что в этих претензиях лидеров ИНК к британскому правительству конгрессисты были весьма скромны и не выходили за рамки действующих в их стране законов.
Основатели Конгресса — Г. К. Гокхале, Ф. Мехта, С. Банерджи, Д. Наороджи — были отнюдь не против сохранения британского господства в Индии. Они преклонялись перед идеологами британского либерализма Маколеем (т. н. «дети Маколея»[en]), Гладстоном, а также перед столпами английского утилитаризма Бентамом и Миллем.
Руководство ИНК развернуло бурную политическую деятельность в Индии, а также в Великобритании, добиваясь конституционных уступок. Использовались различные формы парламентской легальной деятельности, личные связи. В 1892 году британский парламент принял закон, расширявший права индийцев на участие в выборах на куриальной основе в центральный и местные законодательные органы Британской Индии. Теперь индийская оппозиция требовала права ввести своих представителей в состав нижней палаты британского парламента и добиваться через него для Индии статуса, близкого к статусу британского доминиона.
Д. Наороджи в 1893 году был избран от Либеральной партии Великобритании в британский парламент. Его страстное осуждение действующей системы управления Индией не раз слышали британские парламентарии. Он выступал за установление равноправных и гармоничных индийско-британских отношений.
Усиление влияния ИНК в годы Первой мировой войны побудило британские власти предоставить Индии ограниченное самоуправление. Принятый в 1919 году закон усилил значение выборных законодательных собраний при вице-короле и губернаторах провинций и предоставил индийцам право занимать второстепенные министерские посты в системе колониальной администрации.
На волне протеста после расстрела демонстрации в Амритсаре в 1919 году Махатма Ганди решил провести свою первую всеиндийскую акцию гражданского неповиновения в форме массового бойкота всего британского: товаров, учебных заведений, судов, администрации, выборов и т.п. Эта кампания сыграла важную роль в развитии общеиндийского движения за независимость, что содействовало превращению ИНК в массовую организацию, насчитывавшую миллионы сторонников и многие десятки тысяч активистов. В начале 1922 года кампания протеста была приостановлена, поскольку некоторые кровавые эксцессы показали, что движение выходит из-под контроля ИНК с его принципом ненасильственных действий.
На протяжении 1920-х годов при явном поощрении британских властей оживилась деятельность Всеиндийской мусульманской лиги. Ей противостояла организация правоверных индуистов Хинду Махасабха (Великий союз индусов). Этот религиозный раскол, грозивший перерасти в конфликт, вызывал озабоченность руководителей ИНК.
Немалого влияния в ИНК добились соперничавшие с Ганди свараджисты, которые во главе с Мотилалом Неру выступали против проведения массовых кампаний неповиновения. Они считали главным получить места в законодательных собраниях и влиять через них на колониальную администрацию.
В 1928 году М. Неру представил ИНК проект будущей конституции Индии, предусматривавший предоставление ей статуса доминиона. Отказ британских властей принять этот проект послужил поводом для начала второй кампании гражданского неповиновения. В начале 1930 года ИНК провел в стране подготовку к назначенному на 26 января Дню независимости Индии, а в марте Ганди опубликовал свои 11 пунктов, содержавших требования к британским властям об освобождении политических заключенных и создании более благоприятных условий для развития экономики Индии. Отказ британских властей принять эти требования был формальным поводом для начала новой кампании протеста, включавшей Соляной поход Ганди. В мае 1930 года Ганди и его сторонники были арестованы, но вслед за этим по всей стране начались массовые выступления, в том числе восстания крестьян и пограничных племен. Британцы вступили в переговоры с лидерами ИНК, в результате чего было достигнуто соглашение о прекращении кампании при условии отказа властей от репрессий и амнистии участникам движения (кроме тех, кто участвовал в насильственных действиях).
В сентябре 1931 года в Лондоне лидеры ИНК на «конференции круглого стола» решительно потребовали самоуправления и статуса доминиона для Индии. Неудача переговоров была использована Ганди как повод для новой кампании гражданского неповиновения, на сей раз в форме отказа от гражданского сотрудничества, причём преимущественно индивидуального характера.
Внутри ИНК усилились позиции левого крыла, возглавлявшегося его молодыми лидерами С. Ч. Босом и Д. Неру. В 1936 году Неру был избран президентом ИНК. Именно он наиболее резко выступил против предложенной британскими властями Индии в 1935 году конституции. Но проведенные на основе этой конституции выборы принесли в начале 1937 года победу ИНК, и в восьми из 11 провинций страны кабинеты министров были сформированы конгрессистами. ИНК развернул политическую работу также в туземных княжествах, где создавались союзы, партии, проводились харталы.
В октябре 1939 года, вскоре после начала Второй мировой войны, ИНК пообещал сотрудничать с британскими властями при условии создания в Индии ответственного национального правительства и созыва учредительного собрания для определения конституционного устройства страны. В январе 1940 года Индии был предложен статус доминиона после войны при сохранении ответственности Великобритании за оборону Индии на протяжении 30 лет. ИНК не принял этого предложения, но и не настаивал на жёсткой оппозиции. Тем временем положение ИНК в самой Индии осложнилось в связи с тем, что Мусульманская лига в 1940 году официально предложила разделить Индию на два государства, индуистское и мусульманское (Пакистан). Кроме того, лидер левых конгрессистов Субхас Чандра Бос спровоцировал раскол в ИНК, создав в Бирме прояпонскую Индийскую национальную армию, воевавшую с британскими войсками. К тому же в конце 1940 года Ганди объявил очередную кампанию гражданского неповиновения в форме индивидуальных протестов и отказа от сотрудничества.
В 1942 году британские власти согласились на созыв после войны учредительного собрания, но оговорили при этом право некоторых отдельных провинций и княжеств на превращение в самостоятельные доминионы, что было явным намеком на согласие с предложением Мусульманской лиги о разделе Индии по религиозному принципу. ИНК не принял этих предложений и решительно потребовал немедленного предоставления Индии независимости. В августе 1942 года была начата массовая кампания отказа от сотрудничества, итогом которой стал арест Ганди и других лидеров ИНК, которые были освобождены лишь в мае 1944 года.
Летом 1945 года на переговорах с лидерами ИНК и Мусульманской лиги  в городе Симла британские власти согласились создать Всеиндийский исполнительный совет (кабинет министров). Однако они потребовали формировать его не по политическому, а по религиозному принципу, что было отвергнуто как ИНК, так и Мусульманской лигой. Вслед за этим в стране начались новые массовые антибританские выступления, затронувшие армию и флот. Частично они были связаны с судом над руководителями Индийской национальной армии.
Весной 1946 года было объявлено о предоставлении Индии статуса доминиона и о предстоящих выборах с разделением избирателей на две курии, индусскую и мусульманскую.
После раздела британской Индии и получения Индией независимости в 1947 году ИНК полностью доминировал в политике независимой Индии до 1969 года, когда от ИНК откололось консервативное крыло — Индийский национальный конгресс (Организация). Оппозиционным партиям удавалось добиваться контроля над более чем половиной мест в нижней палате парламента и законодательных собраниях штатов, однако они не могли по ряду причин действовать скоординированно против ИНК. Считается, что успехи ИНК определялись его ориентацией на ключевые фигуры в избирательных округах (это были, главным образом, авторитетные представители касты землевладельцев, опиравшиеся на сеть кастовых, родственных и экономических связей), что обеспечивало необходимые голоса за ИНК на выборах.
ИНК потерпел своё первое поражение в 1977 году. ИНК-Организация вошла в состав Джаната парти, а лидер ИНК-Организации Морарджи Десаи стал премьер-министром. Новый раскол ИНК произошёл после его поражения на выборах в 1977 году — начале 1978 года. Основная часть партии получила название Индийский национальный конгресс (Индира) — ИНК (И). В июле 1981 года Избирательная комиссия назвала новую партию во главе с Индирой Ганди «настоящим Конгрессом». На выборах 1980 года Конгресс (И) снова пришёл к власти. Он сохранил её за собой на выборах 1985 года, но проиграл в 1989 году.
Не получив большинства мест в нижней палате парламента на выборах 1991 года, Конгресс (И) смог, однако, сформировать правительство меньшинства, которое начало либеральные экономические реформы. На выборах 1996 года Конгресс (уже без приставки «Индира») потерпел поражение и согласился поддерживать правительство коалиции левоцентристов — Объединённого фронта.
В 1999 году на пост президента ИНК была избрана Соня Ганди. В этот год ИНК получил наименьшее за всю свою историю количество мест в нижней палате парламента, однако к 2002 году ИНК имел большинство мест в законодательных собраниях многих штатов.

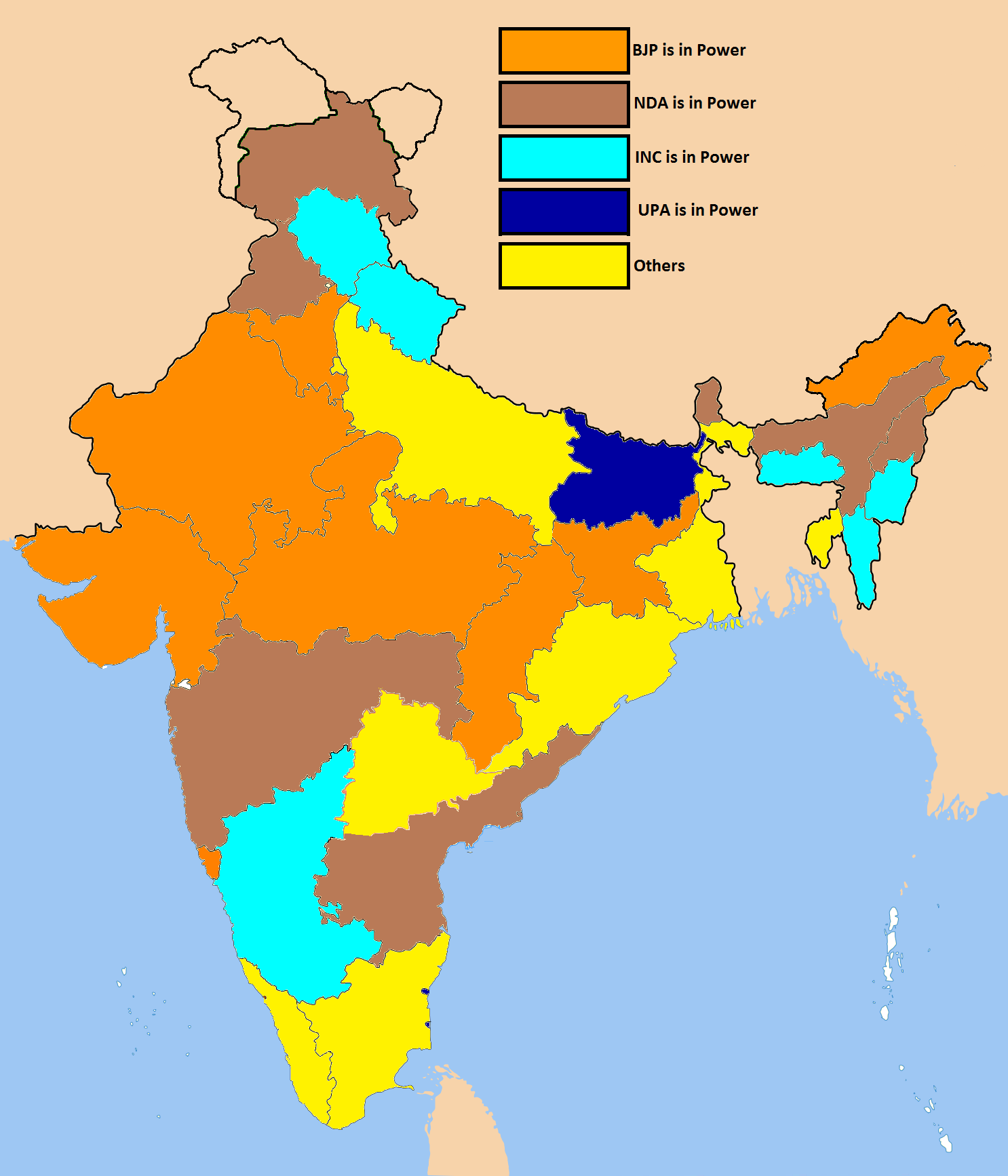
Политические партии у власти в регионах Индии в 2016 году: БДП (оранжевый), Национально-демократический альянс (коричневый), ИНК (светло-голубой), Объединённый прогрессивный альянс (тёмно-синий), региональные политические партии (')

ИНК до 2004 года был наиболее влиятельной оппозиционной партией. Восстановлению влияния ИНК способствовала «антикоррупционная чистка» в руководстве партии и курс на повышение её «прозрачности». ИНК пользуется поддержкой в Северной и Центральной Индии.
На выборах 2019 года ИНК получила в нижней палате парламента страны только  52 места, меньше, чем в провальном 2014 году. Третью позицию (23 места) заняла союзная ИНК Дравида Муннетра Кажагам (ДМК) – федерация дравидского прогресса, одна из ведущих партий штата Тамилнаду.

## Организационная структура
Высший орган — пленарная сессия, проводимая один раз в три года, между сессиями — рабочий комитет (Working Committee), высшие органы местных организаций — комитеты штатов, окружные комитеты, первичные комитеты.